# Abigail i Brittany Hensel
Abigail "Abby" Loraine Hensel i Brittany "Britty" Lee Hensel (Carver County, Minnesota, 7. ožujka 1990.) su policefalne sijamske blizanke. 
Brittany je desna blizanka ("B"), a Abigail lijeva ("A"). Imaju dvije kralježnice koje se sastaju kod zdjelice. Imaju dva želuca, četiri pluća, i dvije ruke. (Treća, nerazvijena i nekorisna ruka je odstranjena nakon rođenja.) 
Roditelji Abigail and Brittany Hensel su Patty i Mike Hensel. Blizanke imaju mlađeg brata Dakotu i mlađu sestru Morgan. Odrasle su u mjestu New Germany u Minnesoti i pohađaju Luteransku srednju školu u Mayeru (Minnesota).
Kada su rođene, roditelji su odlučili da ih ne razdvajaju. Budući da dijele mnoge tjelesne funkcije, operacija bi bila opasna i ostavila ih u kolicima. Blizanke su same rekle kasnije da ne žele biti razdvojene.
Svaka blizanka kontrolira svoju stranu tijela (jednu ruku i nogu) i ne osjeća drugu stranu. Ipak, međusobnim usklađivanjem mogu normalno hodati i trčati. Uživaju u hobijima i sportovima kao što su odbojka, košarka, nogomet, plivanje, biciklizam i pjevanje. Osim toga, sviraju klavir i rado koriste računalo i internet.

## Vanjske poveznice
- Video na YouTubeu
- Video na YouTubeu